# أندري ايبيتارن
هو رسام فرنسي ولد في 3 سبتمبر 1894م ب ميو (سان ايمارن) وتوفي في باريس في 30 جوان 1992م

## ترجمته
بدأ تكوينه بمدارس باريس، بيرنار باليسي و جيرمان بيلون.قابل هنري قابريال ايبال عام 1910م، وعمل في أكاديمية رانسون تحت إدارة سيرسيو.نودي إلى الجبهة عام 1914م، بعد عام يعود من الحرب الكبيرة، بعد انتحار اخته قضى سنة في روما حيث عرض بانتظام في معارض الاحرار ومعرض الربيع.
حصل على جائزة عبد اللطيف سنة 1930م، سكن سنتين ب الجزائر وجنوب المغرب: رفقة جون لونوا قام بعرض أعماله ب الجزائر العاصمة بدار الكتاب، بعد عرض عند دانو عام 1929م، وكذلك عام 1932 بالجزائر العاصمة. استقر حتى العام 1934 ب وهران. عرض ب معرض الخريف لسنة 1933م ب بني عباس تحت عنوان مرأة الساورة وبنفس المدينة بني عباس عام 1934م تحت عنوان مناظر صحراوية من بني عباس وغسيل واحة بني عباس.
عام 1934م استقر ب كورسيكا لمدة 9 سنواة ثم عاد إلى ميو. عاد عدة مرات إلى الجزائر حتى عام 1960م

## وصلات خارجية
- منظر لبني عباس عام 1933م للرسام اندري ايبيتارن
- بعض أعمال اندري ايبيتارن